# Spachea
Spachea é um género botânico pertencente à família Malpighiaceae.

## Especies
- Spachea correae Cuatrec. & Croat
- Spachea elegans (G.Mey.) A.Juss.
- Spachea herbert-smithii (Rusby) Cuatrec.
- Spachea membranacea Cuatrec.
- Spachea sericea Kuntze
- Spachea tricarpa A. Juss.